# Stefan Ignar
Stefan Ignar, ps. „Kurek”, „Sylwester” (ur. 17 lutego 1908 w Bałdrzychowie, zm. 23 stycznia 1992 w Warszawie) – polski polityk komunistyczny, działacz ruchu ludowego, żołnierz Batalionów Chłopskich, profesor zwyczajny nauk ekonomicznych, prezes Zjednoczonego Stronnictwa Ludowego od 1956 do 1962 i w 1981, przewodniczący Zarządu Głównego Towarzystwa Przyjaźni Polsko-Radzieckiej w latach 1955–1957. Poseł na Sejm PRL I, III, IV, V i VI kadencji, wiceprezes Rady Ministrów (1956–1969), zastępca przewodniczącego Rady Państwa w latach 1952–1956, jej członek także w okresie 1969–1972. Budowniczy Polski Ludowej.

## Życiorys
Urodził się w rodzinie chłopskiej jako syn Macieja i Jadwigi. W 1927 ukończył prywatne 8-klasowe Gimnazjum Humanistyczne Bogumiła Brauna w Łodzi, a w 1931 uzyskał tytuł magistra filozofii na Uniwersytecie Poznańskim.
W latach 1933–1935 wykładał na Uniwersytecie Ludowym w Gaci. Stąd przeprowadził się do Łodzi, gdzie w latach 1935–1937 był redaktorem i wydawcą dwutygodnika „Chłopskie Życie”, a w latach 1938–1939 redaktorem tygodnika „Wici” (mieszkał w tym czasie w centrum miasta, przy ówczesnej ul. Przejazd – ob. ul. J. Tuwima 48).
Od 1931 był członkiem Stronnictwa Ludowego. Po nastaniu okupacji zaangażował się w konspiracyjną działalność. W latach 1940–1944 był przewodniczącym Wojewódzkiego Kierownictwa Ruchu Ludowego i członkiem Komendy Okręgu V BCh. Został redaktorem konspiracyjnego pisma „Drogi ruchu ludowego”, wykładał też na tajnych kompletach. W marcu 1945 jako zwolennik nawiązania porozumienia z PPR przeciwstawił się polityce Centralnego Kierownictwa Ruchu Ludowego i wystąpił ze Stronnictwa Ludowego „Roch”.
Po II wojnie światowej, w latach 1945–1949 był pracownikiem naukowo-dydaktycznym Wyższej Szkoły Gospodarstwa Wiejskiego w Łodzi, a od 1949 do 1978 Szkoły Głównej Gospodarstwa Wiejskiego w Warszawie. Tu w 1949 otrzymał tytuł profesora nadzwyczajnego, a w 1964 profesora zwyczajnego nauk ekonomicznych.
Działał w ruchu młodzieży wiejskiej. W 1945 i w latach 1946–1947 był wiceprezesem, a w latach 1947–1948 prezesem Zarządu Głównego Związku Młodzieży Wiejskiej RP „Wici”. W latach 1948–1950 przewodniczył Radzie Naczelnej Związku Młodzieży Polskiej. W latach 1948–1950 był także prezesem Zarządu Głównego Związku „Samopomocy Chłopskiej”. W 1947 przystąpił do prokomunistycznego SL, które w 1949 współtworzyło Zjednoczone Stronnictwo Ludowe. Zasiadał w organach kierowniczych stronnictw ludowych: w latach 1935–1939 w Radzie Naczelnej SL, w latach 1948–1949 w Prezydium Naczelnego Komitetu Wykonawczego SL, w latach 1949–1984 w Naczelnym Komitecie Wykonawczym (w późniejszym okresie zrezygnowano z członu „Wykonawczy”), w latach 1949–1980 i w 1981 w Prezydium NKW (NK) ZSL. W latach 1949–1956 był wiceprezesem i przewodniczącym Sekretariatu NKW (NK) ZSL, w 1956 wiceprzewodniczącym Sekretariatu NK ZSL. W latach 1956–1962 i od maja do listopada 1981 był prezesem NK ZSL.
Pełnił wysokie funkcje państwowe – w 1952 był zastępcą przewodniczącego Państwowej Komisji Planowania Gospodarczego, w latach 1952–1956 zastępcą przewodniczącego Rady Państwa, w latach 1956–1969 wicepremierem, a w latach 1969–1972 członkiem Rady Państwa. W latach 1970–1978 był dyrektorem Instytutu Ekonomiki Rolnictwa i Polityki Agrarnej SGGW.
W listopadzie 1949 został członkiem Ogólnokrajowego Komitetu Obchodu 70-lecia urodzin Józefa Stalina. 6 marca 1953 wszedł w skład Ogólnonarodowego Komitetu Uczczenia Pamięci Józefa Stalina.
W latach 1952–1976 był posłem na Sejm PRL I, III, IV, V i VI kadencji; w latach 1952–1956 członkiem Prezydium Ogólnopolskiego Komitetu Frontu Narodowego, a w latach 1958–1983 – Frontu Jedności Narodu. W latach 1983–1989 był członkiem Rady Krajowej Towarzystwa Przyjaźni Polsko-Radzieckiej (któremu przewodniczył od 1955 do 1957). W 1981 wszedł w skład Komitetu dla wydania dzieł wybranych Józefa Chałasińskiego.

## Odznaczenia i wyróżnienia
- Order Budowniczych Polski Ludowej (1978)[8]
- Krzyż Wielki Orderu Odrodzenia Polski (1964)[9]
- Order Sztandaru Pracy I klasy
- Order Krzyża Grunwaldu III klasy (13 września 1946)[10]
- Krzyż Partyzancki
- Medal „Za waszą wolność i naszą” (1966)[11]
- Medal 30-lecia Polski Ludowej
- Medal 40-lecia Polski Ludowej (1984)[12]
- Medal 10-lecia Polski Ludowej
- Odznaka 1000-lecia Państwa Polskiego (1966)[13]
- Odznaczenie im. Ignacego Solarza (1988)[14]
- Tytuł „Zasłużony Działacz Towarzystwa Przyjaźni Polsko-Radzieckiej” (1984)[15]
- Złota odznaka „Za zasługi dla województwa warszawskiego” (1962)[16]
- Medal Grunwaldzki nadany przez Ogólnopolski Komitet Frontu Jedności Narodu dla upamiętnienia 550. rocznicy zwycięstwa odniesionego nad zaborczym Zakonem Krzyżackim (1960)[17]
- Medal pamiątkowy „X wieków Płocka” (1966)[18]
- Tytuł Honorowego Obywatela Kasinki Małej (1957)[19]
- Nagroda Ludowej Spółdzielni Wydawniczej w dziale literatury społeczno-politycznej za studium „Rodzina chłopska i gospodarstwo rolne” (1987)[20]